# Прогул
Прогул — відсутність на роботі без поважної причини.
Час відсутності на роботі, що визначає настання відгулу, визначається законодавством кожної країни.

## Законодавство України щодо прогулу
У Кодексі законів про працю України визначення прогулу не дається, але у п.24 Постанови Пленуму Верховного Суду України «Про практику розгляду судами трудових спорів» від 6 листопада 1992 прогулом вважається відсутність працівника на роботі як протягом усього робочого дня, так і більше трьох годин безперервно або сумарно протягом робочого дня без поважних причин.
До прогулу не відноситься перебування працівника на території підприємства, але не на робочому місці. Це вважається порушенням трудової дисципліни.
До прогулів відноситься відсутність на роботі у зв'язку з поміщенням до медвитверезника, залишення роботи до закінчення строкового трудового договору або без попередження роботодавця про розірвання трудового договору за встановленого законодавством або договором певного терміну, самовільне відбуття у щорічну відпустку або використання днів відгулів та інше.

## Відповідальність за прогул
В Україні за прогул згідно з Кодексом законів про працю передбачена дисциплінарна відповідальність, яка може включати звільнення з роботи, навіть за перший прогул.
В різні часи у різних країнах за прогул міг накладатися зокрема штраф, навіть кримінальна відповідальність.
У 1940 році указом Президії Верховної Ради СРСР була встановлена кримінальна відповідальність за прогул без поважних причин, яка діяла до 1956 року.